# Siempre Podemos Bailar
«Siempre Podemos Bailar» es una canción de la cantante peruana Wendy Sulca. Fue estrenada el 5 de octubre de 2018 en plataformas digitales. El sencillo musical tiene dos versiones distintas: Single version y live session, esta última es interpretada a dúo con Rubén Albarrán, vocalista de la banda mexicana Café Tacvba.

## Composición, producción, promoción y lanzamiento
La canción fue escrita y compuesta por Gonzalo Calmet Otero, director musical del proyecto de Wendy Sulca, y producida por Jesús «el Viejo» Rodríguez. El tema mezcla elementos musicales andinos, dentro del pop como género musical.
El sencillo musical fue interpretado por primera vez, el 18 de agosto de 2017, en el Festival del Choclo, llevado a cabo en Poconchile, Arica, Chile.
El 21 de febrero del 2018 la cantante compartió, en exclusiva con los radio oyentes, el sencillo musical a través de Radio Oasis.
Finalmente el sencillo fue liberado el 5 de octubre de 2018 a través de las plataformas digitales de música.
El sencillo fue presentado en dos versiones: Single Version y Live Session.

## Single Versión
Siempre Podemos Bailar posee una versión en solitario, la misma que se caracteriza por mezclar instrumentos musicales andinos como el charango, dentro del pop como género musical. La música fue producida y masterizada por Jesús "El viejo" Rodríguez. Los arreglos musicales estuvieron a cargo de Jesús “El Viejo” Rodríguez y Gonzalo Calmet Otero.

La canción aborda temas como la re-valorización de la cultura, la unión y el tema del No a la discriminación en el mundo:
“Puedo mirarte a los ojos, me puedo reconocer, puedo recorrer un poquito de tu piel y somos iguales por doquier. Puedo ver de qué estás hecho, yo también me puedo ver, somos de la misma tierra y no quiero guerras por suponer”. (Wendy Sulca, 2018)

## Live Session y vídeo musical
El 12 de septiembre del 2018, la cantante dio a conocer a través de sus redes sociales que el sencillo musical se estrenaría en colaboración con el cantante Rubén Albarrán, vocalista de la banda mexicana Café Tacvba.
Siempre Podemos Bailar (Live Session), al igual que su vídeo musical, fue estrenado el 5 de octubre de 2018. La mezcla de audio en vivo estuvo a cargo de Jesús "El Viejo" Rodríguez, además de contar con las participaciones de Gonzalo Calmet (charango en vivo), Herbert López (2.ª guitarra en vivo) y Moisés Rodríguez (quena en vivo).
El vídeo musical fue realizado por Pasaje 18, bajo la dirección de Gustavo de la Torre Casal y fue grabado en el Malecón de Magdalena del Mar, en Lima, Perú.